# César Cui
César Antonovitsj Cui (Russisch: Цезарь Антонович Кюи, Tsezar Antonovitsj Kjoei) (Vilnius, 6 januari 1835 - Sint-Petersburg, 13 maart 1918) was een Russisch componist en muziekcriticus van Frans/Litouwse afkomst. Van beroep was hij officier in het leger en leraar fortificaties. Hij was een van de leden van Het Machtige Hoopje, een groep Russische componisten die een specifiek Russische stijl van muziek trachtten te maken.

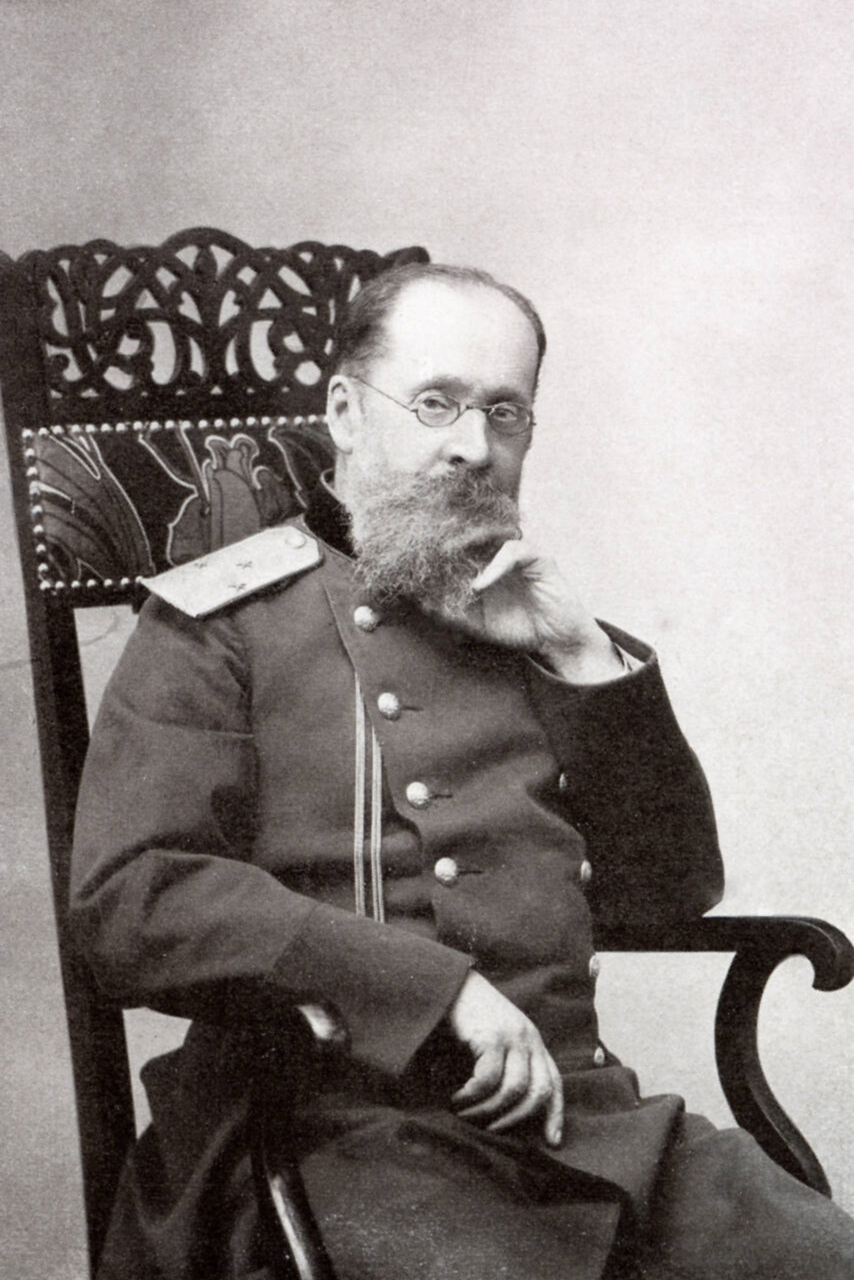
César Cui

## Biografie

### Jonge jaren en carrière
Cui was de zoon van een Franse officier, die na de terugkeer van Napoleon uit Moskou in Rusland gebleven was, en een Litouwse, Julia Gucewicz. In 1851 ging hij naar Sint-Petersburg, naar de ingenieursschool die hij vier jaar later verwisselde voor de Nikolajevski militaire akademie voor ingenieurs aldaar, waar hij tot 1857 studeerde. Hij begon zijn militaire carrière in 1857 als instructeur fortificaties. Door de jaren heen waren er onder zijn studenten diverse leden van het Huis Romanov, in het bijzonder Nicolaas II. Als expert op het gebied van fortificaties verkreeg hij uiteindelijk de status van professor (in 1880) en de rang van generaal (in 1906), en gaf hij les aan drie van de militaire academies in Sint-Petersburg.

### Nevenwerkzaamheden in de muziek

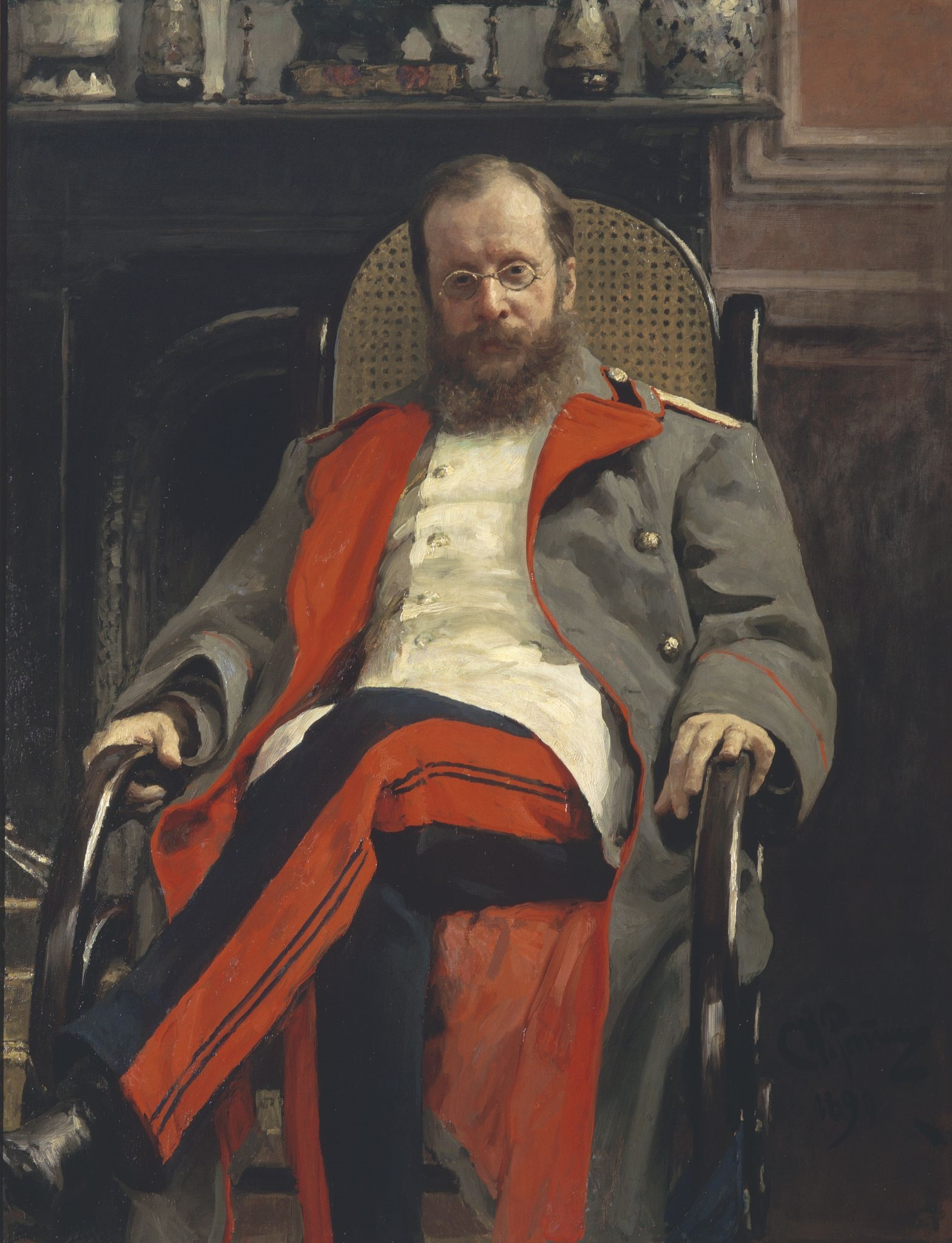
César Cui door Ilja Repin, 1890

Ondanks zijn prestaties als militair academicus is Cui in het Westen het meest bekend door zijn "andere" leven, in de muziek. Omdat hij al vroeg interesse in muziek toonde, kreeg hij vanaf zijn tiende jaar muziekonderwijs, onder andere in 1850-1851 bij Stanisław Moniuszko, die zich toen in Vilnius ophield. Al op zijn veertiende begon hij korte stukken te componeren. In 1856 ontmoette hij Mili Balakirev, die hem in de daaropvolgende jaren muzikaal onderricht gaf, en legde hiermee het fundament voor het zogenaamde Machtige Hoopje. Hij manifesteerde zich in het bijzonder als muziekcriticus, die aanvankelijk heftig de esthetiek van het Machtige Hoopje propageerde. Later distantieerde hij zich van deze groep en schreef zelfs heftige vernietigende kritieken over hun werk, zoals over Boris Godoenov van Modest Moessorgski, waarmee hij zijn oude metgezellen aanzienlijke schade toebracht. Ook de eerste symfonie van Sergej Rachmaninov vergeleek hij in een kritiek uit het jaar 1897 met "een geprogrammeerde symphonie over de zeven Egyptische plagen". De slechte receptie van het werk leidde bij de jonge Rachmaninov tot een depressieve periode van non-productiviteit. Vanaf 1880 wijdde Cui zich vooral aan de Franse opera en drukte hij met zijn geschriften een Frans stempel op het Russische muziekleven. In zijn laatste levensjaren was Cui blind. Als laatste overlevende van het Machtige Hoopje kreeg hij juist daardoor erkenning, als een soort levende legende.

## Stijl
De grote paradox van de muziek van César Cui is, dat hij in zijn geschriften weliswaar agressief de esthetische positie van het Machtige Hoopje (namelijk het scheppen van een Russische nationale stijl) behartigde, maar zelf in zijn werken zelden deze door hem voorgestane richtlijnen volgde. In een in het Frans geschreven brief aan Felipe Pedrell leverde hij daarvoor zelf een verklaring:
Een Russisch thema voor een opera zou überhaupt niet bij mij passen. Ofschoon Rus, ben ik half van Franse, half van Litouwse afkomst en heb ik het bloed voor Russische muziek niet in mijn aderen... Daarom zijn alle onderwerpen van mijn opera’s, met uitzondering van mijn eerste, De gevangene in de Kaukasus, buitenlands en zullen zij dat ook blijven.
Slechts incidenteel verwerkt hij volksmelodieën of laat hij door harmonische en melodische bijzonderheden de karakteristieken van de Russische Volksmuziek voelen. Vaak ontbreekt het nationale element volledig. Daardoor komt de muziek van de door het Machtige Hoopje als "westerling" beschimpte Tsjajkovski aanmerkelijk "Russischer" over dan Cui’s muziek. In Cui’s werken wordt veel meer zijn bewondering voor Robert Schumann duidelijk. Ofschoon Cui vijftien opera’s componeerde, prefereerde hij kleine miniatuurachtige werken zoals liederen en pianostukken. Vooral komt in deze werken veelvuldig naar voren dat Cui steeds het gevaar liep naar oppervlakkige, bevallige salonmuziek af te glijden. Zo was het al tijdens zijn leven duidelijk dat hij in compositorisch opzicht met afstand het zwakste lid van het Machtige Hoopje was.
Grote betekenis had hij als muziekcriticus, wat op zijn aanzienlijke gave als schrijver terug te voeren is. Toch wordt deze betekenis door de hierboven vermelde kritieken, die van een aartsconservatieve muzikale houding getuigen, nogal verkleind. Tegenwoordig is Cui nauwelijks nog als componist bekend.

## Enkele werken

### Orkestwerken
- Suite voor orkest nr. 1 op. 20 Suite miniature (1882)
- Suite voor orkest nr. 2 in E-majeur op. 38 (1887)
- Suite voor orkest nr. 3 in g-mineur op. 43 In modo populari (1890)
- Suite voor orkest nr. 4 op. 40 A Argenteau (1887, orkestratie van vijf pianostukken)
- Suite Miniature op. 20 (1882)
- Suite concertante op. 25 voor viool en orkest (1884)

### Opera’s
- De Gevangene in de Kaukasus (1857/58, rev. 1881/82)
- De zoon van de Mandarijn (1859)
- William Ratcliff (1861-68)
- Angelo (1871-75)
- Le Flibustier (1888/89) naar een ontwerp van Jean Richepin
- Feest tijdens een pestepidemie (1900)
- Mademoiselle Fifi, opera in een akte naar Guy de Maupassant, 1900 (eerste opvoering in Moskou in 1903)
- Mateo Falcone (1906/07)
- De dochter van de kapitein (1907-09)
- De Gelaarsde Kat, Kinderopera (1913)

### Andere vocale muziek
- Cantate ter ere van het 300-jarig jubileum van de Romanov-dynastie op. 89 (1913)
- Een a capella koorwerk
- geestelijke koorwerken
- circa 350 liederen, waaronder circa 50 kinderliederen

### Kamermuziek
- Strijkkwartet nr. 1 in C-majeur op. 45 (1890)
- Strijkkwartet nr. 2 in D-majeur op. 68 (1907)
- Strijkkwartet nr. 3 in Es-majeur op. 91 (1913)
- Vioolsonate in D-majeur op. 84 (voor 1870)

### Pianomuziek
- Sonatine op. 106 (1916)
- A Argenteau, 9 karakterstukken op. 40 (1887)
- 25 Préludes op. 64 (1903)
- Thema en Variaties op. 61 (1901)
- talrijke kleinere stukken (mazurka’s, walsen etc.)